# Nicolas-Théodore de Saussure
Nicolas-Théodore de Saussure (Genève, 14 oktober 1767 - aldaar, 18 april 1845) was een Zwitsers scheikundige. Hij studeerde plantenfysiologie, een vakgebied waarmee hij grote vooruitgang boekte in de fytochemie.

## Biografie
Hij is de oudste zoon van Horace-Bénédict de Saussure en een broer van Albertine Necker de Saussure. Hij leidde een rustig en teruggetrokken leven. Net als zijn voorvaders was hij lid van de Raad van Afgevaardigden in Genève en besteedde veel aandacht aan algemene zaken. Aan het eind van zijn leven werd hij steeds meer een kluizenaar en stierf in zijn geboortestad.
Als jongeman vergezelde Saussure zijn vader tijdens diens tochten door de Alpen en hielp hem bij de zorgvuldige bepaling van veel natuurkundige constanten. Hij voelde zich aangetrokken tot de ontdekkingen van de scheikundige Lavoisier, maar hij werd nooit zo bekend. Hij had een grote rol bij de vooruitgang tijdens de processen van de uiteindelijke organische analyses; ook stelde hij de samenstelling vast van ethanol, di-ethylether en enkele andere veel voorkomende stoffen. Ook studeerde hij fermentatie, de omzetting van zetmeel in suikers, en vele andere processen die van minder belang waren. Het meeste van zijn 36 gepubliceerde documenten gaan over de scheikunde en fysiologie van planten, de natuur in de aarde, de conditie van het plantenrijk. Het werd heruitgegeven onder de naam Recherches chimiques sur la végétation (Scheikundig onderzoek der vegetatie).
Saussure toonde eind 18de eeuw aan dat de toename in (bio)massa van planten zowel bepaald werd door de opname van koolstofdioxide, als door het water dat ze opnemen. Dat planten zuurstofgas produceren tijdens de groei was eerder, rond 1780, door Joseph Priestley en Jan Ingenhousz aangetoond. Daarmee werd de basisformule van de fotosynthese bekend:

## Trivia
- Als eerbetoon zijn de plantengeslachten Saussurea en Saussuria zijn naar hem vernoemd.

- Bibliothèque nationale de France: cb10720850j (data)
- Author citation (botany): N.T.Sauss.
- Catàleg d'autoritats de noms i títols de Catalunya: 981058515585806706
- Gemeinsame Normdatei: 117020079
- Historisch woordenboek van Zwitserland: 026138
- International Standard Name Identifier: 0000 0001 2277 1461
- Library of Congress Control Number: no98125341
- Nationale Bibliotheek van Tsjechië: hka2010596754
- Nationale Bibliotheek van Israël: 987007289349205171
- Nederlandse Thesaurus van Auteursnamen: 153814829
- Système universitaire de documentation: 086032747
- Virtual International Authority File: 19669205
- WorldCat: E39PBJh8Hk7c8rjHrfrw3FTWDq